# Резиденцијални уметник
Резиденцијални уметник или гостујући уметник обухвата широк спектар уметничких програма који укључују сарадњу уметника са организацијама, институцијама или заједницама домаћина код којих гостују. То су програми који уметницима пружају простор и средства за подршку њиховом уметничком раду. Када је реч о савременим уметницима, ова гостовања постају све више тематска, при чему уметници раде заједно са својим домаћином у потрази за одређеним исходом који се односи на одређену тему.

## Дефиниције
Уметнички резиденцијални програм је прилика коју пружа организација домаћин и која омогућава гостујућем уметнику да ради у новом окружењу, далеко од ограничења и притисака његовог свакодневног окружења. Уметничке резиденције обезбеђују гостујућем уметнику време и простор да развије рад и креативно истражује нове идеје. ACT toolkit n.d.— artsACT, Аустралијска престоничка територија
</ref>

## Историја
Уметничке групе које личе на данашње уметничке резиденције у Европи се појављују већ у 16. веку, упоредо са појавом првих уметничких академија. Године 1563. велики војвода Тоскане Козимо I Медичи и тоскански сликар Ђорђо Вазари су основали Академију уметности цртања (Accademia delle Arti del Disegno), која се може сматрати првом академијом уметности. Била је то прва институција која је промовисала идеју да уметницима, због усавршавања њиховог уметничког рада, боравак у одређеном окружењу може бити од велике користи. У 17. веку држава Француска је установила стипендију Римска награда (Prix de Rome) која је додељивана уметницима за школовање у некој од италијанских уметничких школа у трајању од три до пет година. Током 19. века у Европи су почеле да се појављују уметничке заједнице у природи, односно у сеоским срединама (у Србији сличне заједнице почињу да се организују почетком 20. века и познате су као Уметничке колоније), јер се такво окружење сматрало инспиративним и погодним за рађање и развој нових, заједничких идеја. Године 1919. отворена је Државна школа Баухаус у Вајмару, као "контра-реакција на модел академског образовања у коме је уметник изолован од друштва".
Средином 20. века, посебно током 60-их, наступио је велики талас формирања уметничких резиденција, односно колонија.EU Experts 2014, стр. 69 Група за пласман уметника (Artist Placement Group — APG) се сматра једном од најранијих итерација уметничке резиденције. Основана је 1962. године и била је прва те врсте у Уједињеном Краљевству.  Група је значајна за историју уметничких резиденција, јер је била једна од првих великих резиденција која је увела визуелне уметнике у институције. Једна од оснивача, визуелна уметница Барбара Стевени (Barabara Steveni) осмислила је идеју резиденцијалног програма за уметнике док је у фабрици набављала материјал за својој уметничкој рад. Ова посета навела ју је да размисли о томе какве би користи могао да донесе програм који је директно ангажовао уметнике у приватним институцијама. Циљ АПГ-а је био да промовише утицај уметности на друштво и утицај друштва на уметност, „премошћавањем јаза између уметника и људи у производњи, тако да свако може имати користи од оног другог“. Може се рећи да је на појаву таласа резиденцијалних програма за уметнике који се појавио у Европи 60-их утицало неколико фактора: појавила су се бројна регионална уметничка удружења, британска влада променила је став према уметности, а друштво је постало отворено за „уметности заједнице“. У Уједињеном Краљевству промењена је културна политика, у којој је кључна промена била је њено поимање уметности кроз упућивање на уметност у целини, а не искључиво на ликовну уметност. Stephens 2001, стр. 46 Ова промена подстакла је више експерименталних пракси, што је додатно било олакшано моделом уметничких резиденција. Ови резиденцијални програми за уметнике састојали су се готово искључиво од резиденцијалних студија визуелних уметности. Иако су се током 60-их појавиле прилике за боравак песника, композитора и музичара, сценом су ипак доминирали визуелни уметници.
Током 70-их и 80-их прилике за резиденцијални боравак уметника су постале све бројније. Током 80-их и 90-их глобализација је омогућила да резиденцијални програми постану приступачни уметницима из иностранства, а институције су отвориле своје резиденцијалне програме међународним уметницима. Експанзија интернета почетком 2000-их додатно је глобализовала резиденције уметника, јер су јефтинији и непосреднији облици комуникације омогућили да организација и процеси пријављивања међународних уметничких резиденција постану лакши и благовременији. До 2010-их уметничке резиденције су међу уметницима постале широко сматране за неопходни део каријере.

### Гостујући уметници и уметничке колоније у Србији
Најстарија српска, али и југословенска уметничка колонија је Ликовна колонија Сићево. Основана је 1905. године, на иницијативу чувене сликарке Надежде Петровић. У континуитету се одржава од 1964. године. Имала је велике сличности са истоврсним пројектима у западним земљама, попут противљења модернизацији новог доба кроз идеализацију села и фаворизовање народне традиције, иако је почивала на различитим идеолошким основама. Одликовали су је унапред утврђени циљеви и веома напредне идеје, сличне и зато подржане од стране званичних друштвених кругова, тадашње политичке и интелектуалне елите. Међутим, за разлику од сличних колонија на западу, ова колонија није у свој програм укључивала никакву интеракцију са локалним становништвом, нити је дала било какав значајнији подстрек развоју туризма на овим просторима.
После Другог светског рата, почетком 50-их, општа друштвена и интелектуална клима омогућила је да се створе слободоумнији погледи на уметност, што је довело до оживљавања до тада строго каналисаног и контролисаног ликовног живота у Србији. Слично тенденцијама у западним земљама, покрећу се многе уметничке колоније, које показују далеко већи интерес за сарадњу са локалном заједницом. Тако је 1952. године основана Уметничка колонија у Сенти, као родоначелник овог специфичног облика друштвеног давања и креативног узвраћања. Идеја се врло брзо проширила, па су само у Војводини до 1960. основане уметничке колоније у још седам градова.
Већ по завршетку Првог светског рата јавља се идеја о могућности и потреби повезивања уметничких колонија и културног туризма, када следи покушај оснивања Уметничке колоније на Палићу. Међутим, тек од 70-их година 20. века, када се у Србији интензивирају колонијална окупљања, расте свест о њиховом туристичком потенцијалу и све чешће се оснивају у туристичким средиштима и уз споменике културе. Ипак, тешња сарадња између колониста и локалног становништва углавном није постојала све до самог краја 20. века, када су управо неке колоније створиле услове за развој туристичких потенцијала појединих руралних заједница. Почетком 2000-их организују се први уско профилисани конкурси за ликовне колоније, што доводи до издвајања оних најквалитетнијих, развоја професионалног менаџмента, кao и едукације публике, односно комуникације са средином.

## Утицаји резиденција уметника
Године 2013. Међународна федерација уметничких савета и агенција за културу (International Federation of Arts Councils and Culture Agencies — IFACCA) спровела је истраживање о мотивима уметника да се прикључе резиденцијалним програмима њиховим очекивањима од тих програма. Према подацима прикупљеним у 18 земаља, на шест континената, најчешћи мотиви су следећи:
- Прилика за професионални развој (88%)
- Подршка стварању или развоју новог уметничког дела (75% )
- Културна сарадња (31%)
- Бити део програма развоја локалне заједнице (19%)<ef>IFACCA 2022, стр. 3</ref>

### Утицај на локалну заједницу
Студија о резиденцијалном програму Artists in Architecture спроведеном у италијанском граду Праијану, кроз интервјуе обављене шест месеци по завршетку програма, показала је да су становници овог града изразили већу склоност ка уметности и креативности, као и о социјалном зближавању и бризи једних о другима. Овакав резултат сугерише да би резиденцијални програми, кроз повезивање уметничког рада са локализованим простором, могли имати велике користи за локалне заједнице.

### Утицај на старију популацију
Студије о ефектима уметничких програма на старију популацију спроводе се још од 80-их година, а од тада су уметнички резиденцијални програми постали све чешћи у установама за бригу о старима. Истраживања су показала да овакви програми могу значајно побољшати квалитет живота старијих особа у оваквим установама. Показало се да уметнички програми могу да побољшају не само физичко и ментално здравље, већ и социјално благостање старије популације. Конкретно, испитивачи су приметили да уметнички програми могу утицати на промене у општем здравственом стању, што је резултирало мањом учесталошћу посета лекару, употребом лекова издаваних на рецепт, нижом стопом појаве депресије и осећаја усамљености и повећаним учешћем у друштвеним активностима.

### Утицај на образовање
Истраживања су показала да уметничке резиденције (уметничке колоније) могу ојачати наставне планове и програме уметности у учионицама у предшколским установама. Студија из 2011. спроведена у једном америчком центру за бригу о деци открила је да је шестонедељна уметничка колонија имала ефекат „трансформације… постојећих уметничких пракси усредсређених на занат у смислена уметничка искуства која су се ослањала на гледање уметности, стварање уметности и естетска искуства“. Иако није било у оквиру студије да се испитају дугорочни ефекти, ова студија је показала да је естетско искуство које пружа кратак боравак значајно повећало интересовање студената и ангажовање у уметничким активностима, барем током трајања студија.

### Утицај на туризам
Рурaлнe умeтничкe кoлoнијe су oд врeмeнa свoг нaстaнкa у 19. вeку игрaлe знaчaјну улoгу у глoбaлнoј културнoј трaнсфoрмaцији, кoјa јe пoвeзaнa сa нaстaнкoм мoдeрнoг туризмa. Мнoгe oд њих свoј опстанак и кoнтинуитeт до данашњих дана дугују управо туристичкoј индустрији, a развиле су се у хибриднe aтрaкцијe културнoг туризмa, кoјe кoмбинују сeлo и умeтнoст, трaдициoнaлну културу и прирoднe
лeпoтe, сa сaврeмeнoм умeтничкoм прoдукцијoм. Изузeтнa aтрaктивнoст и брoјни пoтeнцијaли кoјимa рaспoлaжу рурaлнe умeтничкe кoлoнијe су довели до њихове изузетне популарности, али и интензивније кoмeрцијaлизaцијe, што се посебно односи на западне земље. Нaсупрoт тoмe, у многим мање развијеним земљама oвaј феномен јoш увeк нијe сaглeдaн у пoтпунoсти, ни као потенцијал културног туризма, ни као део културног наслеђа.

## Финансирање
Одређени модели финансирања резиденција за уметнике могу укључивати дневнице за уметника који учествује. Други модели финансирања, често непрофитних организација, некада не предвиђају никакав додатак, а могу чак и захтевати од уметника да плате накнаду за учешће. Генерално, постоји више тела укључених у омогућавање и финансирање уметничких резиденција. То укључује организацију, институцију или заједницу домаћина, као и различита финансијска тела резиденције. Трошкови финансирања резиденција уметника значајно варирају у зависности од врсте, дужине и природе програма. Они могу укључивати плате администрације и менаџмента, трошкове боравка уметника, превоза, таксе за визу, материјала и слично. Резиденције такође могу покрити трошкове документације и евалуације боравка, што може бити неопходно за институционалну евиденцију и транспарентност програма.
Средства се могу прикупљати из различитих извора: јавних, приватних или комбинацијом једних и других. Неформална истраживачка студија коју је спровео Res Artis објединила је податке о пракси финансирања 134 оваква програма. Од 134 испитаника, 73 су добила искључиво јавна средства, 34 су добила комбинацију јавног и приватног финансирања, а 22 су добила комбинацију јавног и сопственог финансирања. Јавна средства се могу расподелити из институција на градском, државном, националном, регионалном и међународном нивоу. На пример, Künstlerhaus Stuttgart Atelierprogramm је једногодишњи програм резиденције уметника за уметнике и уметничке критичаре почетнике, који финансира град Штутгарт. Пример средстава која се дистрибуирају са националног нивоа је Malta Arts Fund, који подржава уметнике који учествују у резиденцијалним програмима.EU Experts 2014, стр. 48 Примери приватних тела за финансирање могу укључивати уметничке галерије, предузећа, научне организације, еколошке организације, болнице, школе и друге.EU Experts 2014, стр. 28

## Националне политике
У смислу препознавања све веће распрострањености уметничких резиденција, многе националне и државне владе, њихови органи и друге невладине организације објавиле су смернице политике за уметничке резиденције.

### Европа
Европска унија је 2014. године, у сарадњи са Радном групом стручњака земаља чланица ЕУ за резиденцију уметника, објавила Приручник о политици резиденција уметника. Приручник детаљно описује тренутне трендове и понашања институција које угошћују резиденције уметника широм света и даје смернице за усмеравање добре политике од стране држава ЕУ у вођењу резиденцијалних уметника и обезбеђивање доброг оцењивања, израде документације и пружања повратних информација ради информисања о будућој пракси. На националном нивоу, у приручнику је предложено унапређење међувладине комуникације на свим нивоима власти (подрегионални, локални, градски...) како би се створила јединствена стратегија за резиденције уметника.“

### Америка
Савез уметничких заједница (Artist Communities Alliance — ACA) је међународна асоцијација са седиштем у Сједињеним Државама, основана у циљу подршке људима који воде област резиденцијалних уметника“. Заједница је 2020. објавила чланак под насловом Пет стубова здравог боравка (The Five Pillars of a Healthy Residency).

### Аустралија
Аустралиј је развила и објавила Artists-in-Residence Toolkit (Комплет алата за резиденцијалне уметнике), приручник за усмеравање развоја резиденцијалних програма за уметнике. Предлози у приручнику укључују јасно дефинисање сврхе резиденције, јасно дефинисање трошкова за које ће институција домаћин бити одговорна, и детаљну евалуацију резиденцијалног програма по његовом завршетку.